# Rachispoda chisholmae
Rachispoda chisholmae är en tvåvingeart som beskrevs av Wheeler 1995. Rachispoda chisholmae ingår i släktet Rachispoda och familjen hoppflugor. Inga underarter finns listade i Catalogue of Life.